# George Nares
 (mars 2022).
L'Amiral Sir George Strong Nares, né le 24 avril 1831 à Llanseneld dans le Monmouthshire et mort le 15 janvier 1915 à Kingston upon Thames, est un officier de la Royal Navy et explorateur de l'Arctique britannique. Fils d'un capitaine de la Royal Navy, il fut éduqué au Royal Naval College. Il est surtout connu pour ses explorations polaires.

## Expéditions polaires

### Expédition Franklin
Pour un article plus général, voir Expédition Franklin.
Sa première expérience dans l'Arctique fut à bord du HMS Resolute, un des navires de Sir Edward Belcher lors de son expédition de 1852-1854 à la recherche de John Franklin.

### Expédition du Challenger
Nares obtint ensuite le commandement de l'expédition du Challenger (1872-1876) , première grande campagne océanographique mondiale.

### Expédition Arctique britannique
Il fut transféré à une autre expédition à la recherche du pôle Nord en 1875, à cause de son expérience de ce milieu.
À bord des navires HMS Discovery et HMS Alert, il devint le premier explorateur à franchir le détroit entre Groenland et l'île d'Ellesmere (archipel arctique canadien), qui porte maintenant son nom — détroit de Nares — vers la mer de Lincoln. Selon les théories du moment, ce chemin devait mener à une mer polaire ouverte (sans glace) mais Nares se retrouva en fait devant une banquise à perte de vue. Nares passe l’hiver de 1875-1876 au large de cap Sheridan, situé à 9,7 km à l’est de la station météorologique actuelle d'Alert (Nunavut), à bord du HMS Alert. Cette expédition avait permis à des hommes de débarquer pour la première fois dans la partie nord de l’île d’Ellesmere. Ne pouvant se rendre plus loin avec ses navires, il envoya une expédition en traîneaux à chiens, commandée par Albert Hastings Markham, qui se rendit à 83° 20' Nord, soit le point le plus au nord atteint à ce moment. Ce fut le point saillant de l'expédition qui faillit tourner au drame alors que l'équipage souffrit d'un manque de vêtements chauds et du scorbut. Réalisant qu'il ne pourrait passer un autre hiver dans ces conditions, Nares rebroussa chemin avec ses deux navires à l'été 1876.

## Divers
En plus du détroit, on retrouve une montagne et un lac, le lac Nares, nommés en son honneur dans le sud du Yukon (Canada). Nares a également cartographié le détroit de Magellan et plusieurs endroits en Australie.